# 顧淶初
顧淶初（？—？），字西及，號盟鷗，浙江湖州府烏程縣人，清朝政治人物。

## 生平
明朝崇禎九年（1636年）丙子科浙江鄉試第四名舉人，清朝順治六年（1649年）己丑科進士。任湖廣上津縣（今湖北郧西县上津镇）知縣，政績卓著。行取為刑部主事，左遷山西稷山縣知縣，因詿誤解職歸里。